# Euphyia poliophasma
Euphyia poliophasma là một loài bướm đêm trong họ Geometridae.